# Gene Pitney
Gene Francis Alan Pitney (Hartford, Connecticut, 17 februari 1940 – Cardiff, Wales, 5 april 2006) was een Amerikaanse zanger en songwriter. Zijn grootste successen had hij in de jaren zestig.

## Biografie
Gene Pitney werd op 17 februari 1940 in Hartford geboren als zoon van Anna Orlowsky en Harold Pitney. Hij was het derde van vijf kinderen. Zijn grootouders van moederszijde kwamen uit Polen. In 1967, op het toppunt van zijn populariteit, trouwde hij met zijn jeugdliefde Lynne Gayton. Zij kregen drie zoons, Todd, Chris en David. Zijn vrij hoge stem heeft een zeer kenmerkend timbre.

## Loopbaan
Al vroeg hield hij zich bezig met muziek. Zo zat hij op de middelbare school in de band Gene Pitney and The Genials. Na de highschool was hij aanvankelijk succesvol als componist; zo schreef hij Today's teardrops voor Roy Orbison, He's a Rebel voor The Crystals, Hello Mary Lou voor Ricky Nelson en Rubber Ball voor Bobby Vee.
Zijn carrière als soloartiest begon in 1961 met de zelf geschreven song I Wanna Love My Life Away dat hij zelf voor $30 opnam. Op deze opname speelde hij zelf piano, gitaar en slagwerk en zong hij zelf de zeven vocale partijen. Deze single haalde de top 40 in de VS en in Engeland. Later in dat jaar volgde zijn eerste top 20-hit Town Without Pity uit de gelijknamige film. Voor deze song won hij een Golden Globe award. In 1962 zong hij de Bacharach/David song The man who shot Liberty Valance naar een 4e plek in de top 10 van de VS. Wegens een geschil werd deze song niet gebruikt in de gelijknamige western met John Wayne. Het eveneens door Bacharach/David geschreven 24 Hours from Tulsa haalde een 5e plaats in de UK in 1964.
Het door hem geschreven He's a rebel van The Crystals bereikte in november 1962 de 1e plaats in de top 10 van de VS, en hield ironisch genoeg zijn eigen song Only Love Can Break a Heart af van de 1e plaats. Het zou zijn hoogste notering blijven in de USA.
Vanaf die tijd haalde hij zeer regelmatig de hitlijsten, zowel in de VS als in Engeland. Dat deed hij met o.a. Only Love Can Break a Heart, If I Didn't Have a Dime, Half Heaven, Half Heartache, Mecca, It Hurts to be in Love en True Love Never Runs Smooth. Verder nog That Girl Belongs to Yesterday (een Jagger/Richards compositie), I'm Gonna be Strong, Looking Through the Eyes of Love, I Must be Seeing Things", Princess in Rags, Backstage, Just One Smile, Something's Gotten Hold of My Heart, Nobody Needs Your Love en The Boss's Daughter.
In 1966 deed hij mee aan het San Remo festival in Italië met het in het Italiaans gezongen Nessuno mi può giudicare. Met deze song eindigde hij daar als 2e.
Al met al had hij 16 top-40 hits in de USA en 40 top 40-hits in Engeland.
Eind jaren tachtig had hij een korte comeback met een nieuwe versie van zijn oude hit Something's Gotten Hold of My Heart, dat hij deze keer als duet zong met Marc Almond, de zanger van de Britse band Soft Cell. Hiermee behaalde hij eindelijk een 1e plaats in Engeland, iets wat hem in zijn lange carrière nog nooit gelukt was (zijn eigen versie strandde in 1967 op de 5e plaats).
In maart 2002 werd hij opgenomen in de Rock & Roll Hall of Fame.
Pitney overleed in 2006 op 66-jarige leeftijd tijdens een tournee in Groot-Brittannië in zijn slaap als gevolg van een hartstilstand. Zijn stagemanager vond hem in zijn hotelkamer. Vanaf de jaren negentig had hij erg veel tournees gedaan, en hij is dus "in het harnas gestorven".

## Discografie

### Singles
| Single met eventuele hitnotering(en) in de Nederlandse Top 40 | Datum van verschijnen | Datum van binnenkomst | Hoogste positie | Aantal weken | Opmerkingen |
| ------------------------------------------------------------- | --------------------- | --------------------- | --------------- | ------------ | ----------- |
| I'm gonna be strong                                           | 10-1964               | 09-01-1965            | 17              | 5            |             |

### Bekende nummers
- Maria Elena
- (I Wanna) Love My Life Away
- Every Breath I Take
- Town Without Pity
- Hello Mary Lou
- (The Man Who Shot) Liberty Valance
- Only Love Can Break A Heart
- If I didn't have a dime to play the juke-box
- Half Heaven - Half Heartache
- Mecca
- True Love Never Runs Smooth
- Twenty Four Hours from Tulsa
- That Girl Belongs To Yesterday
- It hurts to be in love
- Lips Were Redder On You
- I'm gonna be strong
- I Must Be Seeing Things
- Last Chance To Turn Around
- Looking Through The Eyes Of Love
- Princess In Rags
- Backstage (I'm Lonely)
- Nobody Needs Your Love
- Just One Smile
- Something's Gotten Hold of My Heart
- She's A Heartbreaker
- Yours Until Tomorrow
- Somewhere in the Country

### NPO Radio 2 Top 2000
| Nummers met noteringen in de NPO Radio 2 Top 2000 | '99  | '00  | '01  | '02  | '03  | '04  | '05  | '06  | '07  | '08  | '09  | '10  | '11  |
| ------------------------------------------------- | ---- | ---- | ---- | ---- | ---- | ---- | ---- | ---- | ---- | ---- | ---- | ---- | ---- |
| Mecca                                             | -    | 1786 | -    | -    | -    | -    | -    | -    | -    | -    | -    | -    | -    |
| Something's Gotten Hold of My Heart               | 1140 | -    | 1262 | 1357 | 1518 | 1627 | 1788 | 1454 | 1690 | 1587 | 1681 | 1607 | 1527 |
| Twenty Four Hours from Tulsa                      | 1101 | 1359 | -    | 1533 | 1529 | 1986 | 1849 | 1598 | -    | 1900 | -    | -    | -    |

1. ↑  Een '-' betekent dat het nummer niet was genoteerd en een vetgedrukt getal geeft de hoogste notering van een nummer aan.
2. ↑  Deze tabel is bijgewerkt tot en met de laatste editie (2024).